# Kræklingar
Kræklingar (do nórdico antigo: Homens mexilhões) foi um poderoso clã familiar na Era viquingue durante o período da Comunidade Islandesa, séculos IX e X, e tiveram algum protagonismo na  colonização islandesa. O nome advém da colonização de Kræklingahlíð em Eyjafjarðarsýsla, onde os irmãos Ásgrímur e Ásmundur Öndóttsson fundaram um assentamento cedido pelo seu tio Helgi. 
A sua história é parcialmente narrada em Landnámabók e várias sagas nórdicas, com destaque para a saga de Njál. A figura mais representativa foi o poderoso e influente goði, Ásgrímur Elliða-Grímsson. Na saga Ljósvetninga são mencionados como Hlíðarmenn (homens esbeltos).
Existem indícios da existência de uma saga própria da historia deste clã, atualmente desaparecida, a saga Kræklinga que, supostamente, Haukr Erlendsson utilizou para a sua versão de Landnámabók, de Hauksbók.